# Алехандро Абаскаль
Алехандро Абаскаль (ісп. Alejandro Abascal, 15 липня 1952) — іспанський яхтсмен.
Олімпійський чемпіон 1980 року в класі Летючий голандець, учасник 1976 року.